# کایسارا (ریو گراند دو سول)
کایسارا (به پرتغالی: Caiçara) یک منطقهٔ مسکونی در برزیل است که در ریو گرانده جنوبی واقع شده‌است. کایسارا ۴٬۷۰۰ نفر جمعیت دارد.